# Неопатримоніалізм
Неопатримоніалізм (лат. patrimonium — вотчина, отчина) термін, що характеризує особливий тип організації публічної влади і відносин з її приводу, в якому синтезовані елементи традиційного патримоніального панування (див. «Типи панування», М. Вебер) з сучасними практиками.

Теорії неопатримоніальних політичних режимів виникають в західній політичній науці в рамках досліджень демократичних транзицтів як відповідь на недосконалість класичних теорії модернізації політичної системи. Цю групу теорій відносять до "демократій з прикметниками".